# Ивашково (Ростовский район)
Ивашково — село Ростовского района Ярославской области, входит в состав сельского поселения Семибратово.

## География
Расположено на берегу реки Луть в 12 км на северо-запад от центра поселения посёлка Семибратово и в 25 км на север от Ростова.

## История
К 1562 году в селе Ивашково было две деревянные ветхие церкви: Леонтия Чудотворца и теплая церковь Успения. В 1617 году строится новая церковь Успения Пречистой Богородицы, тоже деревянная. В 1801 году построен летний каменный храм во имя Успения Божией Матери; зимний храм — Святителя Леонтия Ростовского Чудотворца построен в 1839 году.
В конце XIX — начале XX село входило в состав Ильинской волости Ярославского уезда Ярославской губернии. В 1883 году в селе было 19 дворов.
С 1929 года село являлось центром Ивашковского сельсовета Ростовского района, с 1954 года — в составе Татищевского сельсовета, с 2005 года — в составе сельского поселения Семибратово.

## Население
| 1859 | 1883 | 1914 | 2007 | 2010 |
| ---- | ---- | ---- | ---- | ---- |
| 165  | ↘158 | ↗335 | ↘0   | →0   |

## Достопримечательности
В селе расположена недействующая церковь Успения Пресвятой Богородицы (1801).